# عسيلة (الدوادمي)
عسيلة، هي قرية من فئة (أ) تقع في محافظة الدوادمي، والتابعة لمنطقة الرياض في السعودية. وتبعد عسيلة عن محافظة الدوادمي بمسافة تقارب () كم.